# Абгайягірі
Абгайягірі — монастирський центр буддійської школи тгеравада, побудований в Анурадхапурі, тодішній столиці Цейлону, царем Бгатікабайя Абгайя (правив у 29-17 рр. до н. е.). Спочатку був об'єднаний з розташованою поруч Махавіхарою («Великим монастирем»), але незабаром відокремився внаслідок розбіжностей з приводу відносин між ченцями і мирською громадою і використання творів на санскриті як доповнення до священних текстів на палі. Набув багатства і влади під заступництвом Гаджабаху I (113-135 рр. н. е.) і процвітав, поки в XIII ст. Анурадхапура не була занедбана. Дві з основних громад діяли в XVI ст.